# اتوود (دهانه)
اتوود یک دهانه برخوردی در ماه است.